# San Miguel Huautla
San Miguel Huautla es una localidad del estado mexicano de Oaxaca. Es cabecera del municipio de San Miguel Huautla.

## Demografía
| Censo | Población |
| ----- | --------- |
| 1900  | 538       |
| 1910  | 563       |
| 1921  | 1748      |
| 1930  | 517       |
| 1940  | 831       |
| 1950  | 1326      |
| 1960  | 1343      |
| 1970  | 1594      |
| 1980  | 1606      |
| 1990  | 987       |
| 1995  | 521       |
| 2000  | 537       |
| 2005  | 452       |
| 2010  | 508       |
| 2020  | 667       |